# Кућа на уклетом брду
Кућа на уклетом брду (енгл. House on Haunted Hill) је амерички црно-бели хорор филм из 1959. године, редитеља Вилијама Касла са Винсентом Прајсом, Керол Омарт, Елишом Куком и Керолин Крејг у главним улогама. Прајс тумачи ексцентричног милионера, Фредерика Лорена, који са својом супругом Анабел, позива петоро људи у кућу на уклетом брду и нуди им по 10.000 $, под условом да проведу ноћ у кући са њима.
Филм је изазвао позитивне реакције критичара, а 1999. је добио истоимени римејк. Налази се у јавном власништву.

## Радња
Милионер Фредерик Лорен позива петоро људи у кућу на уклетом брду и сваком од њих нуди по 10.000 $, под условом да преведу ноћ у кући са њим и његовом супругом Анабел. Испоставља се да Анабел са др Трентом покушава да убије Фредерика, како би наследила његово богатство, али се ствари не одвијају онако како је планирала. 

## Улоге
| Глумац         | Улога           |
| -------------- | --------------- |
| Винсент Прајс  | Фредерик Лорен  |
| Керол Омарт    | Анабел Лорен    |
| Ричард Лонг    | Ленс Шредер     |
| Алан Маршал    | др Дејвид Трент |
| Керолин Крејг  | Нора Манинг     |
| Елиша Кук      | Вотсон Причард  |
| Џули Мичам     | Рут Бриџерс     |
| Лиона Андерсон | госпођа Слајдс  |
| Хауард Хофман  | Јонас Слајдс    |